# Habítame siempre
Habítame siempre es el undécimo álbum de estudio de la cantante y compositora mexicana Thalía, publicado el 19 de noviembre de 2012 por el sello discográfico Sony Music. Los productores fueron Walter Afanasieff, Armando Ávila, Cheche Alara, Humberto Gatica, el esposo de Thalía, Tommy Mottola que fungió como ejecutivo, y Paul Forat el productor y director general de toda la producción.
Habítame siempre es el primer álbum de estudio de Thalía con Sony Music tras su separación con la compañía disquera EMI en 2008, además de ser el segundo disco con Sony tras grabar Primera fila: Thalía en 2009. En esta producción la intérprete incluye el género pop latino, así como otros estilos musicales que van desde el pop rock, bachata, salsa, mambo, bossa nova y hasta nueva trova y vallenato, además de contar con la colaboración de Robbie Williams, Michael Bublé, Gilberto Santa Rosa, Prince Royce, Erik Rubín, Leonel García, Samuel Parra de Camila y Jesús Navarro de Reik.
De acuerdo con Thalía, el disco es un homenaje a su madre, Yolanda Miranda Mange, quien falleció en mayo de 2011; asimismo, lo califica como su proyecto «más reflexivo, importante y apasionado» de su carrera.
La edición estándar del álbum contiene doce canciones, y cuyo primer sencillo, «Manías» publicado el 8 de octubre de 2012, se colocó en los primeros lugares de ventas digitales de más de 20 países; entre ellos República Checa.
Alabado por la crítica, el álbum ha obtenido una recepción comercial favorable, especialmente en México, donde rápidamente certificó disco de oro el mismo día en el que se abrió la preventa, que luego se complementó con un disco de platino a la semana siguiente y platino más oro antes de cumplir el mes en el mercado.
En Venezuela obtuvo disco de oro en su  semana debut.

## Antecedentes y desarrollo
En agosto de 2011, Thalía anunció en su cuenta de Twitter: «a Manhattan ¡Arrancamos con la selección de canciones para el disco!». En noviembre de ese mismo año, durante la promoción de su libro Cada día más fuerte en Chicago, Thalía reveló que además de haber estado en el estudio de grabación, confesó «querer respetar y seguir el tono de [su álbum precedente] Primera fila, que ha sido uno de [sus] discos más exitosos de [su] carrera y desarrollar esa faceta». Posteriormente, en noviembre de 2012 durante una entrevista con la revista People en Español, la intérprete dijo haber estado tres años con los preparativos del disco. «En esos tres años nos dedicamos a buscar canciones que eran importante para mí rescatar de mi adolescencia, de mi infancia». En el proceso de grabación, Thalía se enfocó en cuidar todos los detalles «con el fin de ofrecer una máxima calidad musical». Una de las últimas canciones en ser incluida en el álbum es «Te perdiste mi amor» escrito por Prince Royce e interpretado por ambos; «por algún motivo dije: por qué no le hablamos, tal vez tenga una canción linda» confesó Thalía. En el caso de «Regalito de Dios», del compositor colombiano Édgar Fello Zabaleta Sánchez, el tema se llamaba originalmente «Una noche normal». En palabras del propio compositor: «para mí es una gran bendición que a Thalía le haya gustado mi tema. Eso me llena de orgullo, no solo por mí, sino también por Colombia, por el vallenato» y además asegura que «es un gran logro para su carrera musical». «Tómame o déjame» lo interpretaron originalmente, el grupo español Mocedades.
En el disco, Thalía realiza varias colaboraciones, de las cuales, con el único que tenía planeado desde un principio realizar un dúo, era con el canadiense Michael Bublé: «pues él me invitó a cantar en su disco de Navidad y, al hacerlo, yo le dije: "prométeme que cuando salga el mío tú vas cantar una canción"». Las demás colaboraciones asegura que fueron surgiendo. La grabación del disco duró 8 meses, y tuvo lugar entre México, Nueva York y Los Ángeles; Tommy Mottola, esposo de Thalía, fungió como productor ejecutivo, mientras que Cheche Alara produjo doce canciones, Armando Ávila con dos temas, Humberto Gatica y Walter Afanasieff con una y Paul Forat, productor y director general de la producción.
El 21 de septiembre de 2012, Thalía ofreció un concierto privado en el Hammerstein Ballroom de Nueva York ante unas 1 200 personas, cuyo fin fue dar una vista previa del disco, así como revelar el nombre, que pasaría a conocerse como Habítame siempre. Un mes después, en octubre, la cantante reveló la portada de Habítame siempre en su cuenta de Twitter, en el que según medios como E!, «aparece con un look maduro y sofisticado que representa esta nueva etapa de su carrera».

## Estructura musical
En palabras de la propia Thalía, «Habítame siempre no está dirigido a ningún público en específico porque la música no tiene límites, fronteras o edades», y lo califica como su proyecto «más reflexivo, importante y apasionado» de su carrera. Primera fila inspiró en parte en la composición musical de este disco, del que es dedicado totalmente a su madre, Yolanda Miranda Mange, quien fallecería en mayo de 2011. Tras la muerte de su madre, muchos compositores le mandaron temas que expresaban dólor y perdida. Al respecto, la artista mencionó:

Me mandaban canciones con sentimientos de dolor, [zozo]bra, angustia. De alguna manera Mario Domm, de Camila, captó mi pérdida tan grande en un espíritu de positivismo. Me encantó cómo la transformó en luz, en algo positivo.

Uno de los temas que dedicó Thalía a su madre es «Manías». Asimismo, Habítame siempre tiene influencias en la infancia y adolescencia de Thalía, con canciones que «forman parte del soundtrack de su vida», como lo es su versión del tema original de Gloria Estefan, «Con los años que me queda» del cual califica que es un poco su tributo.
En el disco, Thalía realiza varias colaboraciones con otros artistas: Robbie Williams, Michael Bublé, Gilberto Santa Rosa, Prince Royce, Erik Rubín, Leonel García, Samuel Parra de Camila y Jesús Navarro de Reik, al tiempo que algunas son versiones de otros artistas y, mezcla diversos géneros musicales que van desde pop rock, bachata, salsa, mambo, bossa nova y hasta nueva trova y vallenato; en su versión del tema «Con los años que me queda», lo interpreta junto a Leonel García, Samo (de Camila) y Jesús Navarro de Reik. Con Prince Royce canta el tema compuesto por él mismo, «Te perdiste mi amor», con Michael Bublé en el bolero «Bésame mucho», «Dime si ahora» con Gilberto Santa Rosa, tema de Beatriz Luengo, así como su versión de «Muñequita linda», original de Nat King Cole en el cual canta con Robbie Williams. Al respecto, la cantante comentó: «me arriesgué a invitarlo para esta canción que es un mambo que hizo famoso Nat King Cole, 'Muñequita linda'. Sabía que el único que podía entender la ironía de rescatar ese mambo era él. Se la mandé y le encantó la idea y cantó en español». Finalmente, Thalía y Erik Rubin cantaron la balada llamada «La apuesta», versión original de Rosa López y Manu Tenorio, del que califica como «nostálgic[a]»:

Así lo llamo porque el hecho de reunir a Erik Rubin junto conmigo, en el escenario, una vez más después de tantos años, para la gente que nos siguió y nos conoció de jovencitos es ese efecto de nostalgia con la canción «La apuesta».

## Portada y título
De acuerdo a medios de comunicación, como lo es E!, en la portada del disco, Thalía «aparece con un look maduro y sofisticado que representa esta nueva etapa de su carrera». Durante una entrevista el 29 de noviembre de 2011 con el periódico El Universal de Venezuela (miembro de PAL), Thalía explicó el título del disco, mientras el editor de este periódico, Simón Villamizar le preguntó:

Es el título de la canción que me dio Mario Domm, pero todo el disco tiene esa carga emocional de nostalgia, de querer rescatar, guardar y atesorar dentro de ti esos momentos de la infancia, de la adolescencia, en los que te enamoras por primera vez... Aromas, imágenes, personas que quieres que no se evaporen con el paso del tiempo y que habiten siempre en ti. Este disco es eso: el reflejo de millones de sentimientos que, al escucharlos como canciones, salen dentro de ti. Es un disco de liberación que te aligera el alma y el corazón, y que te hace sentir que hay momentos que siempre estarán ahí y que a veces hay que dejar ir...

## Promoción
El 21 de septiembre de 2012, Thalía ofreció un concierto privado en el Hammerstein Ballroom de Nueva York ante unas 1 200 personas. Este concierto especial fue transmitido a través de Univision, un día antes del lanzamiento oficial del álbum en Estados Unidos como una forma de promoción para el álbum en la semana de su lanzamiento. En octubre 24, se presentó en la celebración de los 50 años del programa Sábado gigante e interpretó «Manías». En noviembre 21, fue entrevistada por María Santana de CNN en Español. Tres días después, el 24 de noviembre, Televisa transmitió el especial llamado «Habítame siempre» por el Canal de las Estrellas; la publicación TVNotas comentó que en este especial «[Thalía] dio muestra del gran talento que posee».
Thalía también anunció que se presentará en la primera semana de diciembre en su país natal, México, con el fin de promover el disco en esa nación. Además de realizar conciertos en el primer trimestre del año 2013 en Estados Unidos. También ha ofrecido entrevistas a periódicos como El Universal de Venezuela (miembro de PAL).

### Sencillos
El sencillo principal de Habítame Siempre, "Manías", fue lanzado digitalmente el 8 de octubre de 2012. Se incorporó en el formato español contemporáneo de la radio estadounidense unas semanas después. La canción alcanzó la primera posición en la lista de reproducción al aire de México, según Billboard, permaneciendo durante muchas semanas entre las 5 primeras posiciones y convirtiéndose en un gran éxito de radio. En Estados Unidos, la canción debutó en la posición número 36 de la lista de pop latino de Billboard y alcanzó el puesto número 14. En la lista de canciones latinas más importantes publicada por Billboard, la canción alcanzó el puesto 26. El video musical oficial de la canción se estrenó en VEVO el 18 de diciembre de 2012. En España, el sencillo alcanzó el puesto # 35, en la lista de retransmisiones española publicada por PROMUSICAE. En México, el sencillo fue certificado como oro por ventas digitales superiores a 30.000 copias. Thalía interpretó la canción en vivo en los Premios Cadena Dial, que tuvieron lugar el 13 de marzo de 2013 en Tenerife, España.
"Te Perdiste Mi Amor", el dueto de Thalía con Prince Royce entró en la lista Billboard Latin Digital Songs de Estados Unidos en el puesto 29 y alcanzó el puesto 19. La canción fue lanzada en todo el mundo en formato digital el 3 de febrero de 2013 como el segundo sencillo del álbum. Alcanzó el puesto número 3 en la lista de pop latino, publicado por Billboard, mientras que alcanzó el puesto número 7 en la lista de canciones tropicales y el número 4 en la lista de canciones latinas calientes. [29] Thalía y Prince Royce interpretaron la canción en vivo en el espectáculo del 25 aniversario de los Premios Lo Nuestro, que se llevó a cabo en Miami, Florida el 21 de febrero de 2013.
La canción "Habitame Siempre" fue lanzada como sencillo promocional en México, donde se convirtió en la 70.ª canción más reproducida de 2013.
"La Apuesta", la colaboración de Thalía con Erik Rubin, fue anunciada como el tercer sencillo oficial del álbum y será lanzado como sencillo digital el 22 de octubre de 2013. También funcionará como el primer sencillo promocional del próximo álbum en vivo de Thalía "VIVA! Tour en Vivo ".

### Tour
El 25 de febrero de 2013, Thalía anunció que "The VIVA! Tour" comenzará el 24 de marzo de 2013. Hasta el momento se han anunciado oficialmente siete conciertos, cinco de ellos en Estados Unidos y dos en México. Thalía afirmó que con esta gira tendrá conciertos en toda Latinoamérica, mientras que el 13 de marzo de 2013 confirmó que planea expandir la gira a algunas ciudades europeas.

## Recepción

### Comentarios de la crítica
En el día de su lanzamiento (19 de noviembre de 2012), muchos críticos coincidieron que «Thalía superó todas las expectativas con Habítame siempre». Blanca Martínez «La Chicuela», presentadora en Bandamax y redactora jefe de la revista Furia musical perteneciente a Editorial Televisa, sostiene que este álbum «es el más importante y completo en la carrera de Thalía hasta el día de hoy.[...] En este disco Thalía deja en claro que es una artista de talla internacional [y], respetada por todo el medio artístico». De manera similar, Horacio Villalobos junto a sus compañeros presentadores de la estación de televisión especializada en espectáculos de la cultura mexicana contemporánea, en Proyecto 40, alabó el álbum y la evolución artística de Thalía.
Rachel Devitt del sitio Rhapsody, tienda de música en línea, comentó que «[...] Thalía lanzó un álbum de baladas majestuosas, con madurez [..] y gran cantidad de dúos respetables. ¿El resultado?, bueno... vivaz, ella recibe todo [un] enfoque suave». Justino Águila, editor de la revista Billboard declaró que «la voz fuerte de Thalía, hace muy bien en "barrer" las baladas románticas que muestran sus dotes y versatilidad» y comentó también que «en este álbum, Thalía se desató con sus interpretaciones individuales y pidió más colaboración y dúos y el repertorio es muy maduro». El periodista Simón Villamizar del periódico El Universal de Venezuela (PAL), dijo mientras entrevista a Thalía, que «el disco tiene una carga emocional fuerte [y] una carga erótica».
Alejandra Volpi del veterano periódico llamado El País en Uruguay, comenta que Thalía «alcanza su punto más osado en la interpretación de "Hoy ten miedo de mí"», además de decir que «otro de los atractivos del álbum son las colaboraciones, especialmente porque poco tienen que ver entre sí los invitados».

### Desempeño comercial
A tan sólo horas del lanzamiento, Habítame siempre debutó en el primer lugar en las listas de ventas digitales de las tiendas iTunes, Amazon.com, y Mixup; además de certificar como disco de oro en Estados Unidos de acuerdo con la mánager de mercadeo del sello discográfico Sony Music Latin; Armando Correa, redactor jefe de la revista People en Español —del conglomerado mediático Time Inc. (división de Time Warner)— y la periodista de espectáculos, Lili Estefan. Al día siguiente, de acuerdo con el sello discográfico Sony Music México, además de Blanca Martínez «La Chicuela», presentadora en Bandamax y editora central de la revista Furia musical perteneciente a Editorial Televisa, el álbum había certificado disco de oro en México por la venta de más de 30 000 copias; lo que le hizo recibir varias apreciaciones por parte de los intérpretes originales de algunas de sus versiones que Thalía realiza en este disco, como lo es Gloria Estefan y Ricardo Montaner. Posteriormente, AMPROFON publicó la lista de popularidad de México de la semana del 12 al 18 de noviembre y, según la gráfica, Habítame siempre debutó en el número tres con disco de oro, es decir, un día antes de su lanzamiento. El 28 de noviembre, el álbum había alcanzado la certificación de disco de platino en esa misma nación, por la venta de más de 60 000 unidades. De manera similar, el álbum debutó en el primer lugar en las listas de Billboard: Top Latin Albums y Latin Pop Albums. El 17 de diciembre el disco ya había certificado como disco de platino más oro en México. Cuatro días después, el 21 de diciembre, el álbum logró certificar como doble disco de platino en esa nación.
El equipo de redacción de la revista de entretenimiento, TVyNovelas lo ubicó como uno de «los discos más exitosos del año 2012», situación similar con el periódico Vanguardia, que lo ubicó como uno de los discos en español más exitosos del año aunque no superó al disco Sale el Sol de Shakira.

## Lista de canciones
| Edición estándar |                                                                                          |                                                  |          |  |
| N.º              | Título                                                                                   | Escritor(es)                                     | Duración |  |
| 1.               | «Habítame siempre»                                                                       | Mario Domm · María Bernal                        | 4:02     |  |
| 2.               | «Con los años que me quedan» (con Leonel García, Samo de Camila y Jesús Navarro de Reik) | Gloria Estefan · Emilio Estefan                  | 4:57     |  |
| 3.               | «Manías»                                                                                 | Raúl Ornelas                                     | 3:50     |  |
| 4.               | «Te perdiste mi amor» (con Prince Royce)                                                 | Prince Royce · Guianko Gómez · Jorge Luis Chacín | 3:40     |  |
| 5.               | «No soy el aire»                                                                         | Miguel Luna                                      | 4:08     |  |
| 6.               | «Bésame mucho» (con Michael Bublé)                                                       | Consuelo Velázquez                               | 3:41     |  |
| 7.               | «Regalito de Dios»                                                                       | Edgar Alfredo Zabaleta                           | 3:12     |  |
| 8.               | «Tómame o déjame» (versión original de Mocedades)                                        | Juan Carlos Calderón                             | 3:41     |  |
| 9.               | «Muñequita linda (Te quiero, dijiste)» (con Robbie Williams)                             | María Grever                                     | 3:34     |  |
| 10.              | «Bésame»                                                                                 | Ricardo Montaner · Jorge Luis Chacin             | 4:37     |  |
| 11.              | «Dime si ahora» (con Gilberto Santa Rosa)                                                | Ahmed Barroso · Beatriz Luengo · Yotuel Romero   | 4:43     |  |
| 12.              | «Ojalá»                                                                                  | Andrés Castro · Edgar Barrera · Omar Alfanno     | 3:41     |  |
| 47:46            |                                                                                          |                                                  |          |  |

| Edición bonus track - Pistas adicionales |                                                                               |                                                                        |          |  |
| N.º                                      | Título                                                                        | Escritor(es)                                                           | Duración |  |
| 13.                                      | «La apuesta» (con Erik Rubín y versión original de Rosa López y Manu Tenorio) | Beatriz Herraiz                                                        | 3:33     |  |
| 14.                                      | «Hoy ten miedo de mí»                                                         | Fernando Delgadillo                                                    | 2:30     |  |
| 15.                                      | «Atmósfera»                                                                   | Guiliano Matheus · Silvio Donizeti Rodrigues Adapt. al español: Thalía | 3:45     |  |
| 56:48                                    |                                                                               |                                                                        |          |  |

| Edición especial - Pistas adicionales |           |                        |          |  |
| N.º                                   | Título    | Escritor(es)           | Duración |  |
| 16.                                   | «Vete»    | Thalía · Leonel García | 3:20     |  |
| 17.                                   | «Tu amor» | Thalía                 | 4:46     |  |
| 1:04:54                               |           |                        |          |  |

| DVD - Habítame Siempre Concierto 2012 en New York |                                                                                                   |          |  |
| N.º                                               | Título                                                                                            | Duración |  |
| 1.                                                | «Equivocada»                                                                                      | 4:03     |  |
| 2.                                                | «Habítame siempre»                                                                                | 5:22     |  |
| 3.                                                | «Hits Medley: No me enseñaste (Remix)/ Tú y yo/ Entre el mar y una estrella/ María la del Barrio» | 5:45     |  |
| 4.                                                | «Con los años que me quedan» (duet with Leonel García, "Samo" and Jesús Navarro)                  | 6:40     |  |
| 5.                                                | «Bésame»                                                                                          | 3:35     |  |
| 6.                                                | «Manías»                                                                                          | 3:59     |  |
| 7.                                                | «Primera fila Medley: Cómo Enséñame a vivir»                                                      | 3:29     |  |
| 8.                                                | «La apuesta» (duet with Erik Rubín)                                                               | 3:32     |  |
| 9.                                                | «Tómame o déjame»                                                                                 | 4:25     |  |
| 10.                                               | «Te perdiste mi amor» (duet with Prince Royce)                                                    | 4:19     |  |
| 11.                                               | «Atmósfera»                                                                                       | 2:40     |  |
| 50:00                                             |                                                                                                   |          |  |

| DVD/ Blu-ray: Extras |                                      |                         |          |  |
| N.º                  | Título                               | Director                | Duración |  |
| 1.                   | «Habítame siempre Detrás de Cámaras» | Frank Amadeo/ Jeb Brien | 17:00    |  |

## Posicionamiento en listas musicales Mexicanas

### Digitales
| Lista      | Mejor posición |        |
| 2012 —     | 2012 —         | 2012 — |
| ---------- | -------------- | ------ |
| Amazon.com | 1              |        |
| iTunes     | 1              |        |
| Mixup      | 1              |        |

### Físicas
| País           | Lista            | Mejor posición |
| 2012           |                  |                |
| Argentina      | CAPIF            | 4              |
| Brasil         | ABPD             | 11             |
| España         | PROMUSICAE       | 26             |
| Estados Unidos | Top Latin Albums | 1              |
| Estados Unidos | Latin Pop Albums | 1              |
| México         | AMPROFON         | 1              |
| Venezuela      | AVINPRO          | 1              |

## Certificaciones
| País           | Organismo certificador | Certificación     | Ventas certificadas | Simbolización | Ref.          |
| -------------- | ---------------------- | ----------------- | ------------------- | ------------- | ------------- |
| Estados Unidos | RIAA                   | Platino           | 60 000              | ●             | [ 56 ]        |
| México         | AMPROFON               | 2× Diamante + Oro | 1 030 000           | ▲3●           | [ 41 ] [ 57 ] |
| Venezuela      | AVINPRO                | Platino           | 10 000              | ▲             | [ 58 ]        |

## Créditos y personal
- Thalía: artista principal

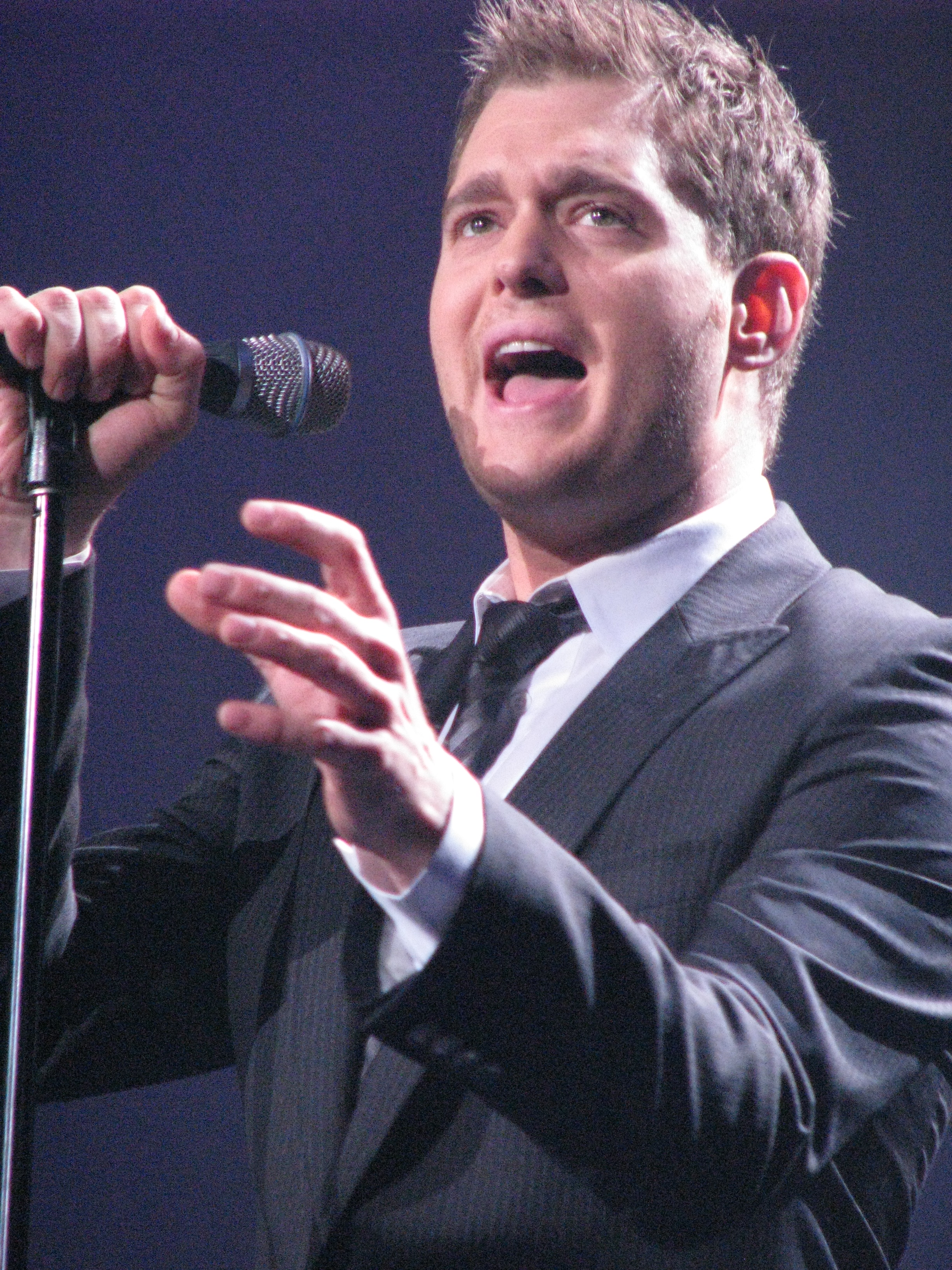
El canadiense Michael Bublé canta junto a Thalía el tema «Bésame mucho».

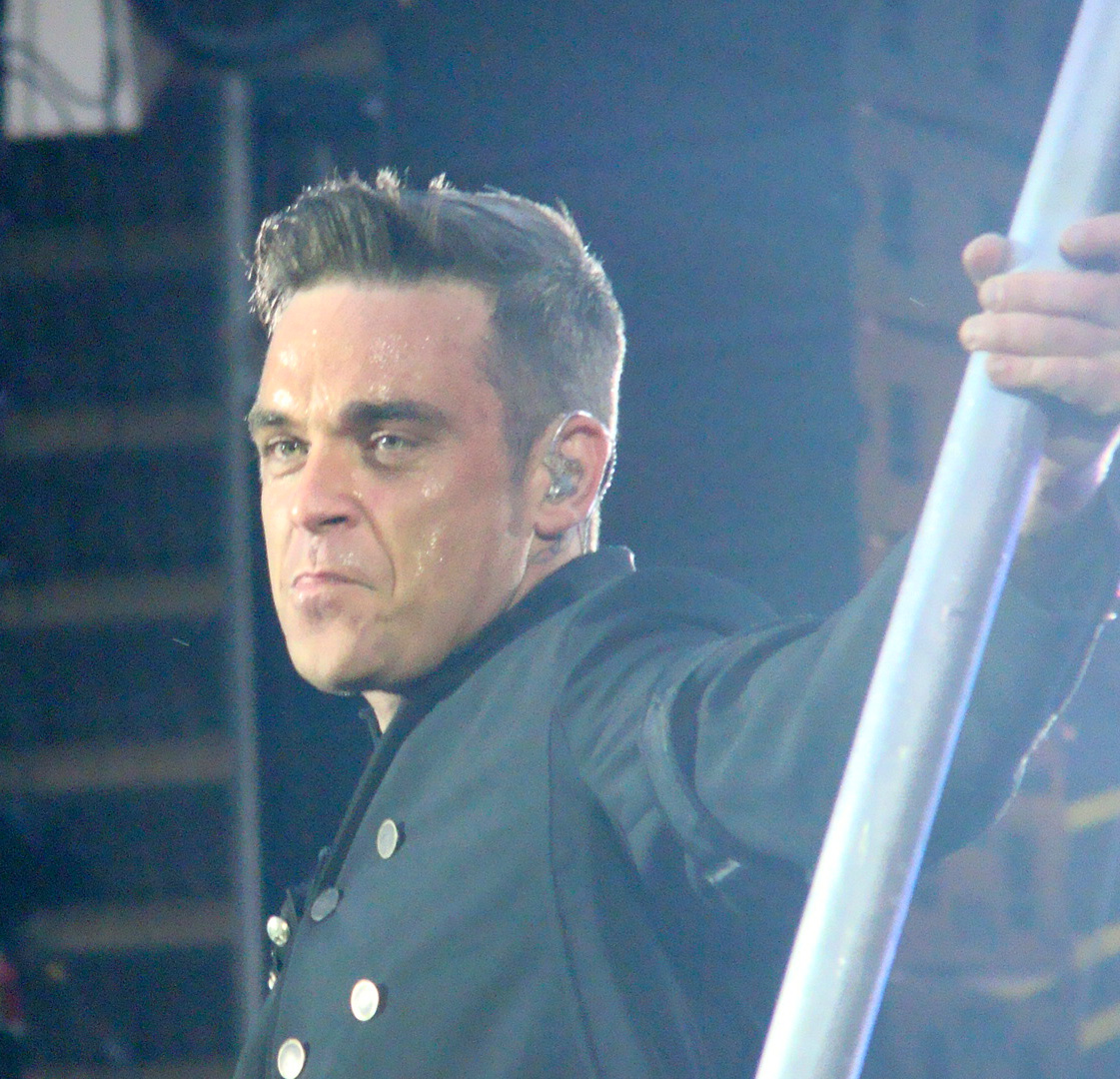
El británico Robbie Williams canta junto a Thalía el tema «Muñequita linda (Te quiero dijiste)».

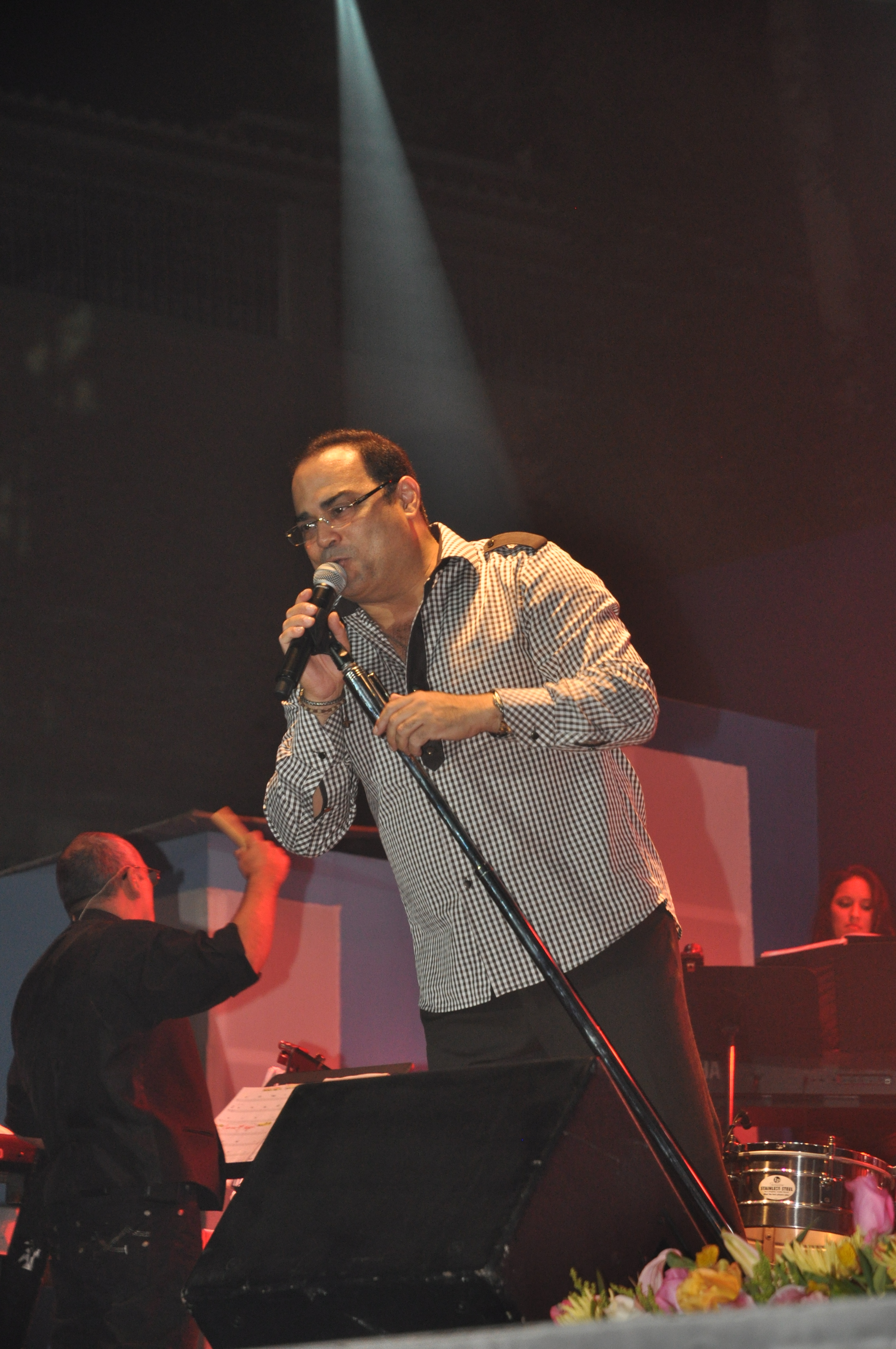
El puertorriqueño Gilberto Santa Rosa canta junto a Thalía el tema «Dime si ahora».

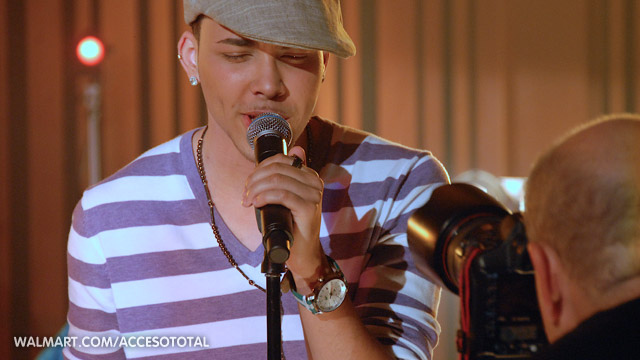
El estadounidense Prince Royce canta junto a Thalía el tema «Te perdiste mi amor».

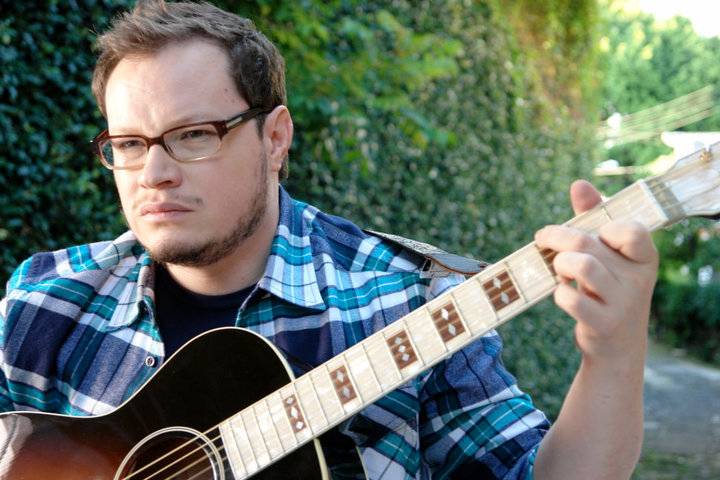
El mexicano Leonel García es uno de los tres artistas invitados en la canción «Con los años que me quedan».

- Walter Afanasieff: arreglista, piano, bajo, arreglo orquestal, productor, vocal, programación de batería
- Cheche Alara: ingeniero, arreglista, acordeón, teclado, edición digital, director vocal, productor vocal, órgano Hammond, wurlitzer, arreglos de cuerda, piano Rhodes
- Paul Forat: director, productor, director vocal
- Efraín «Junito» Davila: arreglista, teclado, piano, productor
- Rafa Sardina: Ingeniero, ingeniero de vocalización, mezclas
- Ramón Stagnaro: guitarra, guitarra acústica, guitarra eléctrica
- Guianko Gómez: compositor, ingeniero, productor
- Leonel García: artista invitado, director vocal
- Prince Royce: artista invitado, productor
- Gilberto Santa Rosa: artista invitado, coros
- Jesús Navarro (de Reik): artista invitado, director vocal
- Samo (de Camila): artista invitado, director vocal
- Tal Bergman: batería, percusión
- Humberto Gatica: productor, mezcla
- Harry Kim: trompeta, arreglista
- Charlie Bisharat: violín, sección de cuerdas
- Cristián Robles: mezclas, ingeniero
- Cristina Abaroa: copista
- Michael Bublé: artista invitado
- Robbie Williams: artista invitado
- Tommy Mottola: productor ejecutivo
- Ángel Fernández: arreglista
- Tyler Gordon: Pro Tools
- Eric Jorgensen: trombón
- Bob Ludwig: masterización
- Carlitos Del Puerto: bajo acústico
- Víctor Sánchez: edición digital
- George Shelby: saxofón
- Randy Kerber: teclados
- Steven Cruz: guitarra
- Christopher «Chapo» Vegazo: güira
- David Stout: arreglos de cuerda
- JoAnn Tominaga: coordinador de producción
- Isabel de Jesús: A&R
- Joe Solda: contratista
- Francesc Freixes: diseño gráfico
- Compositores:  Mario Domm, Emilio Estefan «Jr», Ricardo Montaner, Raúl Ornelas, Omar Alfanno, Edgar Barrera, Ahmed Barroso, María Bernal, Juan Carlos Calderón, Andrés Castro, Jorge Luis Chacin, G. M. Estefan, María Grever, Beatriz Luengo, Miguel Luna, Geoffrey Rojas, Yotuel Romero, Consuelo Velázquez, Edgar Alfredo Zabaleta
- Ingenieros: Hal Winer, Seth Atkins Horan, Adam Greenholtz, Jean Michel Desir
- Ingenieros de vocalización: Rolando Alejandro, Graham Archer, Pablo Arraya
- Asistentes de ingenieros: Mike Oddone, Francisco Rodríguez, Seth Waldmann
- Mezclas: Armando Ávila, Alfredo Matheus, Peter Mokran
- Sección de cuerda: Alisha Bauer, Rebecca Bunnell, Kevin Connolly, Nina Evtuhov, Vanessa Freebairn-Smith, Peter Kent, Joel Pargman, Michele Richards, Rudolph Stein, Cameron Stone, John Wittenberg
- Coristas: Francis Benítez, Jonathan Eugenio, Camila Ibarra, Facundo Monty, Carlos Murguía, Gerardo Rivas, Jerry Rivas, Michelle Sotomayor, Gisa Vatcky, Ayelen Zucker
- Percusionistas: Raúl Bier, Luis Conte, Michito Sánchez
- Batería: Vinnie Colaiuta, Randy Cooke, Nate Morton
- Bajo: Nathan East, Abraham Laboriel, Sr., Christopher Mercedes, Lee Sklar
- Fotógrafos: Jesús Cordero, Rubén Martín
- Compañías discográficas: Sony Music, Sony Music Latin y BMG

Fuentes: